# Brüsseler Konferenz von 1874
Die Brüsseler Konferenz von 1874 fand vom 27. Juli bis zum 27. August 1874 mit dem Ziel statt, eine internationale Übereinkunft über die Gesetze und Gebräuche des Krieges zu verabschieden. Die Initiative ging vom russischen Zaren Alexander II. aus, Vertreter von 15 europäischen Staaten nahmen an der Konferenz teil. Die in der „Deklaration über die Gesetze und Gebräuche des Krieges“ formulierten Beschlüsse der Konferenz führten in der Folgezeit zwar nicht zu einem verbindlichen völkerrechtlichen Vertrag, stellten jedoch eine wichtige Grundlage für spätere Entwicklungen im Bereich des humanitären Völkerrechts dar. Anstoß für diese Konferenz war die Bombardierung von Valparaíso, einer wichtigen und unbefestigten Hafenstadt in Chile, durch Spanien während des Spanisch-Südamerikanischen Krieges.

## Juristische und geschichtliche Bedeutung
Schwerpunkt der Verhandlungen der Brüsseler Konferenz von 1874 war ein Entwurf für eine Konvention, die vom russischen Völkerrechtsexperten Friedrich Fromhold Martens ausgearbeitet worden war. Das ursprünglich aus 71 Artikeln bestehende Dokument wurde zwar von den Teilnehmern mit mehreren Änderungen und Kürzungen angenommen, die letztlich 56 Artikel umfassende „Deklaration über die Gesetze und Gebräuche des Krieges“ erlangte jedoch mangels späterer Ratifikationen nie den Status eines verbindlichen völkerrechtlichen Abkommens. Sie bildete allerdings zusammen mit dem vom Genfer Juristen Gustave Moynier ausgearbeiteten Oxford Manual von 1880 die Grundlage für die im Rahmen der Haager Friedenskonferenzen von 1899 und 1907 beschlossenen Haager Abkommen, insbesondere für die Haager Landkriegsordnung. Das Haager Abkommen betreffend die Gesetze und Gebräuche des Landkriegs, dem die Haager Landkriegsordnung als Anlage zugeordnet ist, nimmt in seinen Fassungen von 1899 und 1907 Bezug auf die Beschlüsse der Brüsseler Konferenz.
Die Deklaration von Brüssel enthielt unter anderem Vorgaben zur Verwaltung von besetzten Gebieten und Definitionen von Kombattanten sowie Nichtkombattanten. Darüber hinaus legte sie Beschränkungen bei der Auswahl der Mittel zur Verletzung des Gegners fest, wie zum Beispiel ein Verbot des Einsatzes giftiger Substanzen zur Kriegsführung sowie ein Verbot der Tötung eines wehrlosen oder sich ergebenden Gegners und des Befehls, kein Pardon zu geben. Ebenso waren der Deklaration zufolge der Missbrauch der Parlamentärsflagge, der Nationalflaggen der Konfliktparteien und des Schutzzeichens der Genfer Konvention von 1864 verboten. Des Weiteren enthielt die Deklaration Regeln für Belagerungen und für Bombardierungen, wie beispielsweise ein Gebot zur weitestmöglichen Verschonung von Krankenhäusern und Gebäuden mit kultureller, wissenschaftlicher oder anderweitig gemeinnütziger Bedeutung sowie ein Gebot zur Vermeidung von Plünderungen. Für den Umgang mit Kriegsgefangenen galt der Grundsatz, dass diese menschlich behandelt werden müssen. Hinsichtlich der Behandlung von verwundeten und erkrankten Soldaten verwies die Deklaration auf die Genfer Konvention von 1864. Weitere Regeln betrafen die Kapitulation einer Konfliktpartei sowie den Abschluss eines Waffenstillstandes.